# Offerle
Offerle är en ort i Edwards County i Kansas. Orten har fått sitt namn efter utvecklaren Laurence Offerle. Enligt 2020 års folkräkning hade Offerle 179 invånare.